# Denisse Mera
Denisse Anabel Mera Santana (* 12. November 1991) ist eine ecuadorianische Badmintonspielerin.

## Karriere
Denisse Mera nahm 2010 an den Südamerikaspielen im Badminton teil. Sie startete dort im Teamwettbewerb und im Damendoppel. Während sie mit der Mannschaft in der Vorrunde ausschied, gewann sie im Doppel Bronze.